# Galaxity
Galaxity es una estación espacial ficticia, un imperio galáctico de la serie Valérian y Laureline (dos agentes que viajan a través del tiempo para neutralizar cualquier amenaza contra el imperio).
Galaxity es uno de los principales escenarios de la serie creado por el guionista Pierre Christin, el dibujante Jean-Claude Mézières,  y la colorista Évelyne Tranlé.
Finalmente, la estación espacial fue desaparecida por los rayos de Hypsis, y los dos personajes se convirtieron en un par de aventureros a través del espacio-tiempo.
- Datos: Q3094534